# 22 thermidor
22 messidor 22 fructidor
Le duodi 22 thermidor, officiellement dénommé jour du câprier, est le 322e jour de l'année du calendrier républicain.
C'était généralement le 9e jour du mois d'août dans le calendrier grégorien.